# Organisatiecultuur
Organisatiecultuur is de verzameling van normen, waarden en gedragsuitingen die gedeeld worden door de leden van de organisatie en de leden aan elkaar en aan de organisatie bindt.
De organisatiecultuur is vaak zichtbaar in verschillende aspecten van een organisatie zoals werkuren en bedrijfsstructuur. De organisatiecultuur kan zich ook uiten in uiterlijkheden, zoals kleding, inrichting en omgangsvormen. Sommige leden van de organisatie hebben door hun positie, kennis of uitstraling een grotere invloed op de cultuur dan anderen. Een organisatiecultuur die eenmaal is gevestigd, kan zo sterk zijn dat nieuwe leden in de organisatie zich de daarbij behorende gedragingen, houding en normen snel eigen maken.

## Typen organisatieculturen
Er bestaan verschillende soorten organisatiecultuur. Er zijn veel modellen in omloop.
Quinn en Rohrbaugh onderscheiden bijvoorbeeld vier typen: mensgerichte, innovatieve, beheersgerichte en resultaatsgerichte culturen. Deze hebben de volgende kenmerken:
1. 'Mensgerichte' cultuur:
  - Er bestaan gemeenschappelijke waarden en doelstellingen.
  - Onderlinge samenhang, 'wij-gevoel'.
  - Participatieve instelling, teamwork, het beste uit elkaar halen.
  - Vertoont overeenkomsten met de organisatie van een familie.
  - Klanten worden als partners beschouwd.
  - Regels en procedures zijn ondergeschikt aan het gevoel een team te zijn.
2. 'Innovatieve' cultuur:
  - Deze vorm is ontstaan om te kunnen reageren op snel veranderende omstandigheden.
  - Centraal staan innovatie en vernieuwing: ontwikkeling van nieuwe diensten en producten, voorbereiding op de toekomst.
  - Medewerkers worden gestimuleerd om creatief en flexibel te zijn.
  - De organisatie is flexibel, kan indien nodig snel een nieuwe vorm aannemen.
  - Deze cultuur is typerend voor softwarebedrijven, luchtvaart, ruimtevaart e.d.
3. 'Beheersgerichte' cultuur:
  - Het centraal staan van procedures en regels.
  - De leidinggevenden coördineren en organiseren.
  - Langetermijndoelen zijn stabiliteit (in stand houden van de organisatie), efficiëntie en voorspelbaarheid.
  - Deze cultuur komt vaak voor bij overheidsinstellingen.
4. 'Resultaatsgerichte' cultuur:
  - De organisatie is extern gericht, op transacties met belanghebbenden (klanten, leveranciers e.d.).
  - De organisatie concurreert met gelijkaardige organisaties.
  - Centrale waarden zijn productiviteit, resultaten, winst en taakgerichtheid.
  - De externe positionering wordt benadrukt om de concurrentiepositie te versterken.
  - Er is een duidelijk doel aanwezig en er wordt gebruikgemaakt van een agressieve strategie.
  - Leidinggevenden zijn veeleisend en leggen de nadruk op de marktleider zijn.

Het probleem met alle modellen is dat je er organisaties in het algemeen mee kan karakteriseren. Maar dat de kans bestaat dat je er de zaken die echt kenmerkend zijn voor een specifieke organisatie mee mist.